# Orestes (mitologia)
Orestes (łac. Orestes z gr. Ὀρέστης Oréstēs 'góral' od ὄρος oros, 'góra') – w mitologii greckiej syn Agamemnona i Klitajmestry, który pomścił ojca, zabijając matkę (jego morderczynię) i jej kochanka. Postaci Orestesa poświęcone są liczne antyczne dzieła literackie, przede wszystkim tragedie.
Mityczne i literackie biografie Orestesa wykazują spore rozbieżności.

## Dzieciństwo

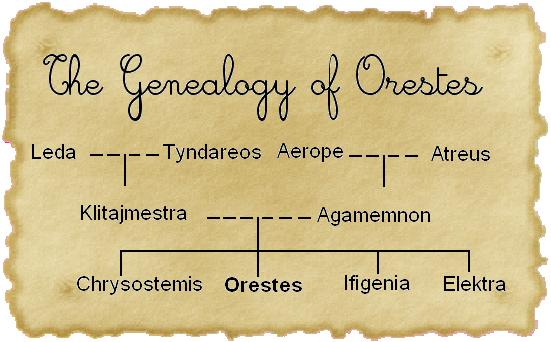
Pochodzenie Orestesa

Orestes był najmłodszym dzieckiem władcy Myken, Agamemnona i jego żony Klitajmestry, bratem Ifigenii, Elektry, a według niektórych przekazów także Chrysotemis, przyrodnim bratem Erigone i Aletesa.
Jako roczne dziecko Orestes został użyty jako narzędzie szantażu: Telefos porwał go z rąk ojca i groził, że zabije dziecko, jeżeli Achilles nie uleczy rany, zadającej mu straszliwy ból. Jako dziecko Orestes był zaręczony z Hermioną, córką Menelaosa i Heleny, swoją kuzynką.
Kiedy skończyła się wojna i Agamemnon powrócił do Myken, by tam zginąć z rąk żony Klitajmestry, Orestes znalazł się w niebezpieczeństwie. Wykradziony według jednych źródeł przez piastuna, według innych – przez Elektrę, został odesłany na wychowanie do króla Fokidy Strofiosa, żonatego z Anaksibią, siostrą Agamemnona. Syn tej pary, Pylades, rówieśnik Orestesa, został jego najbliższym przyjacielem.

## Zabójstwo Klitajmestry

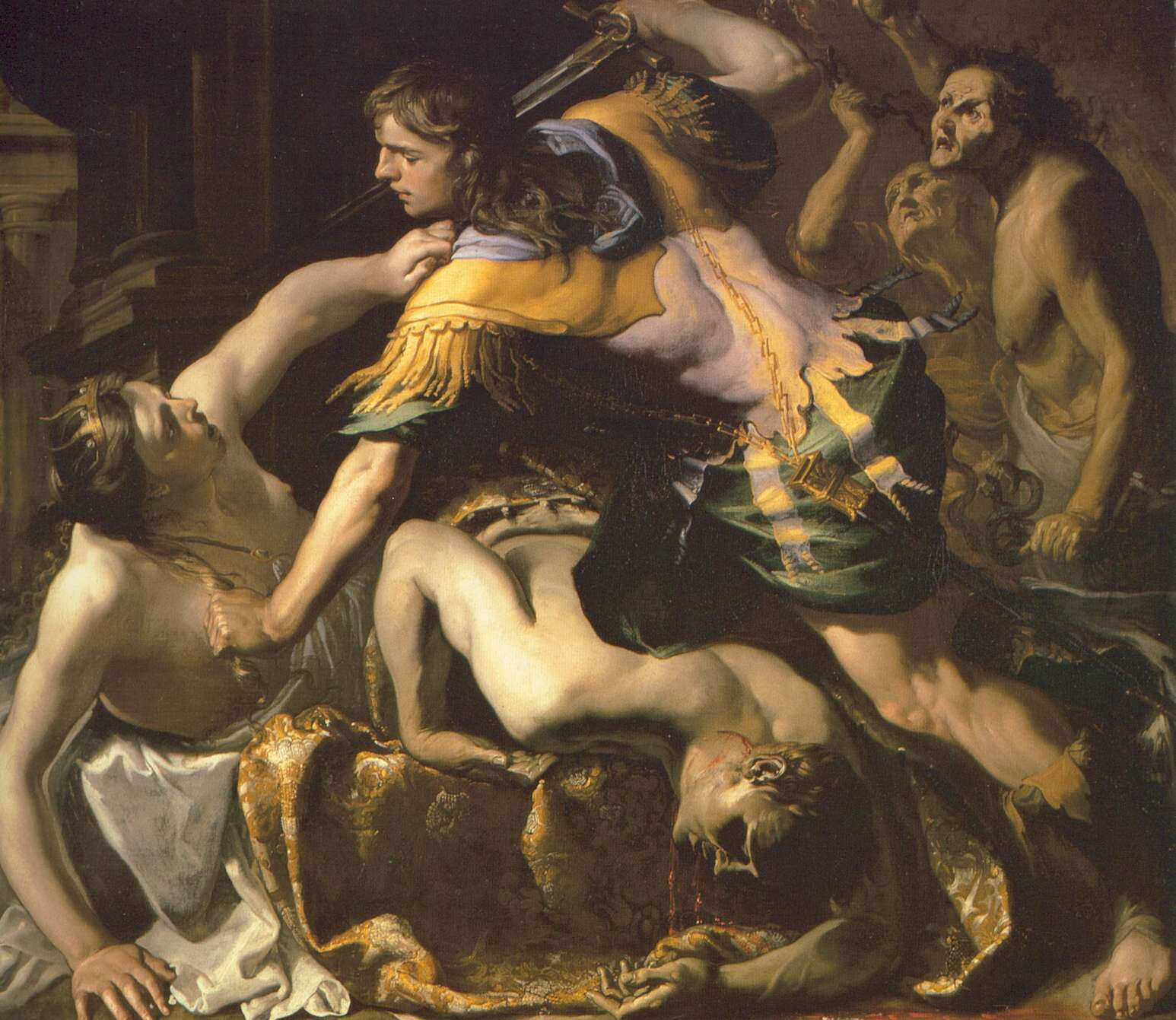
Orestes zabija matkę
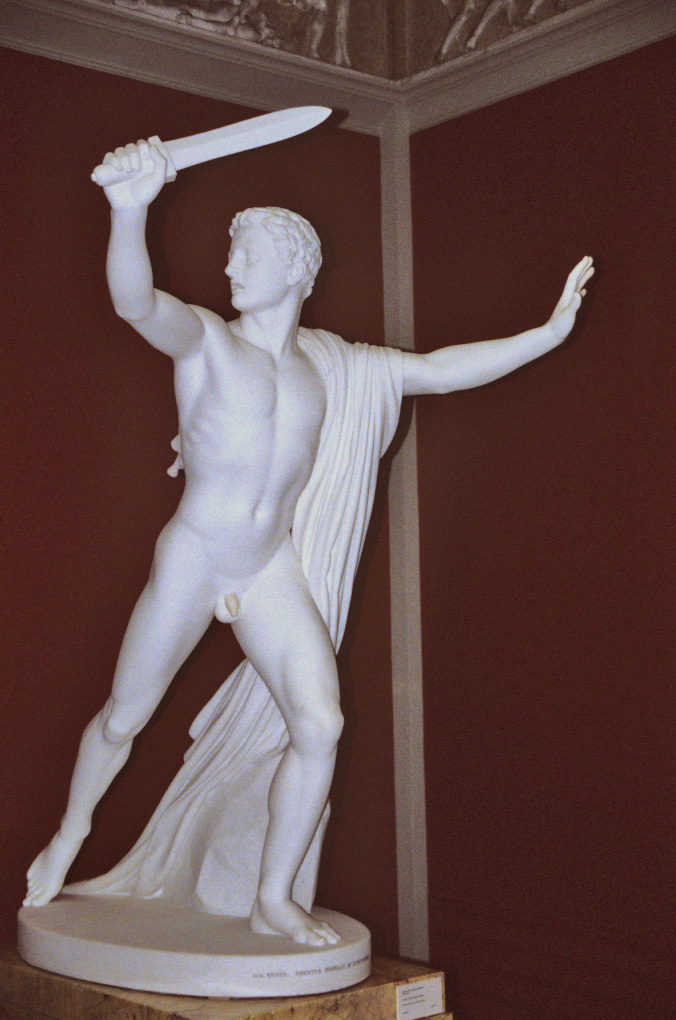
Orestes (1848)

Czy to z rozkazu Apollina, czy to z własnej woli, Orestes musiał pomścić śmierć ojca, zabijając jego morderców. Wraz z Pyladesem i (w niektórych wersjach) swoim wychowawcą z dzieciństwa wrócił do ojczyzny, gdzie złożył ofiarę na grobie ojca. Po puklu włosów, który zostawił w ofierze na grobie, rozpoznała go Elektra. Według wersji Eurypidesa przybył do ojczyzny incognito, przedstawiając się parze królewskiej jako posłaniec, przynoszący wiadomość o śmierci Orestesa. Z poparciem Elektry lub z jej czynną pomocą zabił Ajgistosa i Klitajmestrę, mimo że matka błagała o darowanie jej życia.

## Po zabójstwie

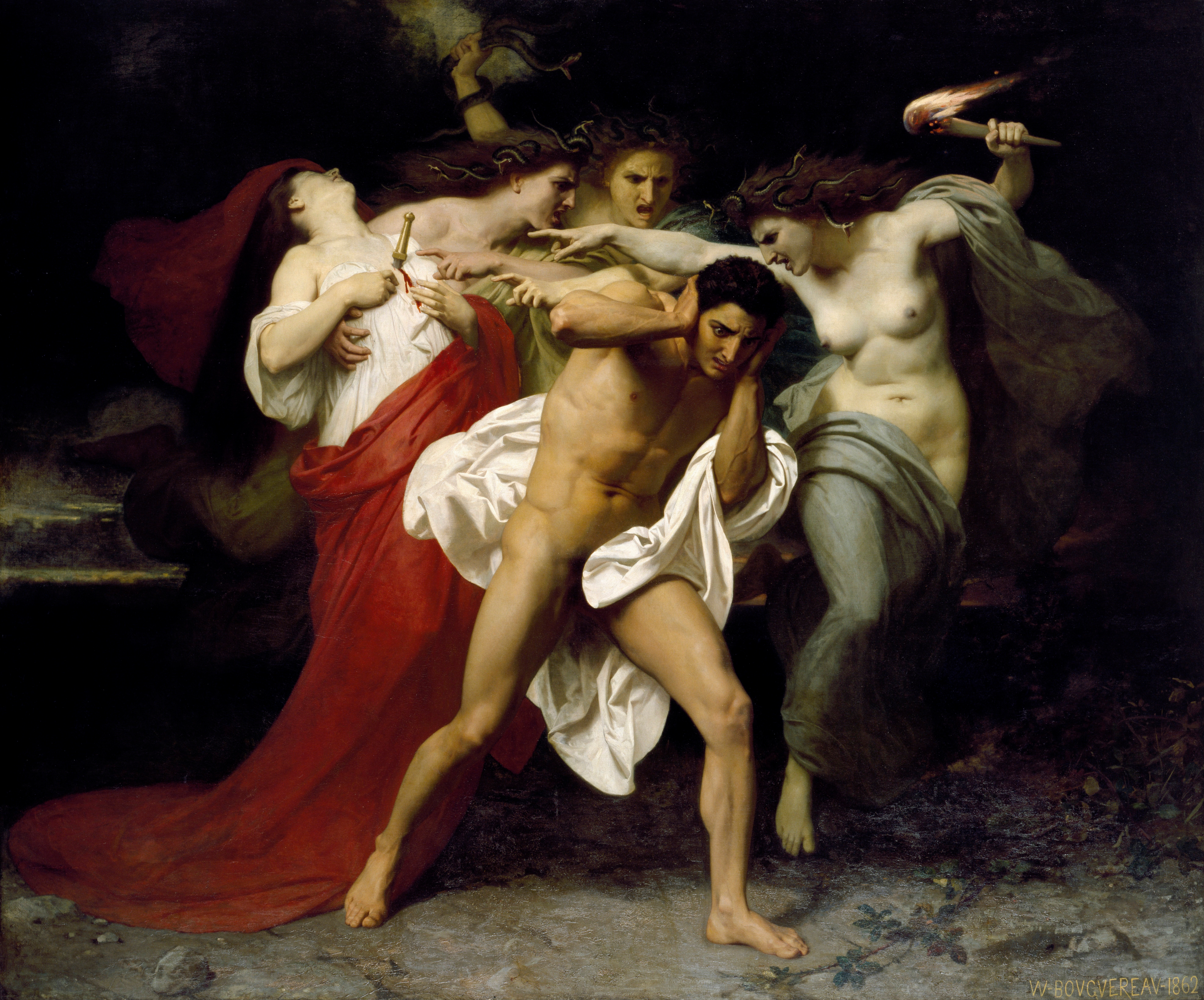
William-Adolphe Bouguereau – Skrucha Orestesa (1862)

Morderstwo matki ściągnęło na Orestesa erynie, które doprowadziły go do obłędu. Istnieje kilka wyjaśnień dotyczących tego, jak zdołał się od nich uwolnić:
- według Eumenid Ajschylosa, uwolniony został dzięki decyzji sądu w Atenach; w ten sposób zanikło pierwotne prawo zemsty rodowej, zastąpione przez sprawiedliwość wymierzaną przez sądy;
- według Orestesa Eurypidesa został skazany na śmierć za zabójstwo i próbował wraz z przyjaciółmi wywalczyć wolność przemocą, biorąc za zakładniczkę Hermionę. Od kary uwolniła go interwencja Apollina.
- według Ifigenii w Taurydzie Eurypidesa warunkiem oczyszczenia było przywiezienie z Taurydy posągu Artemidy. Tam w świątyni Artemidy (gdzie składano w ofierze przybyłych cudzoziemców) Orestes spotkał swoją siostrę Ifigenię, która pomogła mu wykraść posąg i wróciła wraz z nim do Grecji.

## Dalsze losy

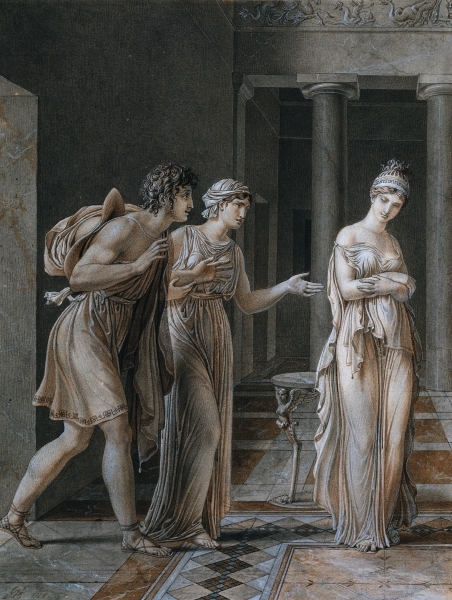
Orestes i Hermione

Po powrocie do Grecji Orestes postanowił upomnieć się o obiecaną mu za żonę Hermionę. Według różnych przekazów mitycznych albo sam zabił jej męża Neoptolemosa w Delfach, albo wykorzystał jego śmierć, by móc poślubić wdowę. Orestes i Hermiona panowali nad większą częścią Peloponezu. Mieli jednego syna Tisamenusa. Orestes miał też, według niektórych wersji, mieć syna Pentilusa ze swoją przyrodnią siostrą, córką Klitajmnestry i Ajgistosa, Erigone. Swoją siostrę Elektrę wydał za mąż za Pyladesa. Orestes miał umrzeć jako dziewięćdziesięcioletni starzec od ukąszenia węża w Arkadii.

## Kult pośmiertny
Orestes czczony był jako heros przede wszystkim w Sparcie. Według Herodota wyrocznia delficka poinformowała Spartan, że nie zwyciężą w wojnie z Tegeą, póki nie odzyskają i nie pochowają w Sparcie szczątków Orestesa. Zdołał je odzyskać niejaki Lichas; przewieziono je do Sparty i tam pochowano.

## Odniesienia w kulturze

### Okresantyczny
- Iliada IX, 142
- Odyseja XI, 452 i nast.
- Ajschylos, Ofiarnice, Eumenidy
- Sofokles, Elektra
- Eurypides, Elektra
- Hygin, Fabulae 101, 117, 119, 120, 129
- Owidiusz, Heroidy VIII

### Okres post-antyczny
- występuje jako postać w sztukach autorów późniejszych, związanych z mitem Atrydów, jak np. Andromacha Racine’a;
- postać Orestesa wykorzystuje Jean-Paul Sartre w dramacie Muchy;
- Orin, jeden z bohaterów sztuki Żałoba przystoi Elektrze Eugene’a O’Neilla, jest wzorowany na postaci Orestesa;
- Orestesowi poświęcone są utwory Orestes A Perfect Circle oraz albumy The House of Atreus 1 i The House of Atreus 2 amerykańskiej grupy metalowej Virgin Steele.
- motyw Orestesa pojawia się także w powieści A. France’a „Bogowie łakną krwi”
- na kanwie historii Orestesa oparta jest współczesna fabuła książki Thomasa Bergera „Historia Orriego” („Orrie's story”) (1990)
- Opera Orestes Georga Friedricha Händla (z librettem opartym na historii homoerotycznego związku Orestesa z Pyladesem przywołanej przez Lukiana w dialogu Erotes)